# Nimpouya
Ne doit pas être confondu avec Nimpouy ou Nimpoui.
Nimpouya est une localité située dans le département de Tangaye de la province du Yatenga dans la région Nord au Burkina Faso.

## Géographie
Nimpouya se trouve à 1,5 km à l'est de Tangaye, le chef-lieu du département, et à environ 14 km à l'ouest de Ouahigouya sur la route régionale y menant.

## Santé et éducation
Le centre de soins le plus proche de Nimpouya est le centre de santé et de promotion sociale (CSPS) de Tangaye tandis que le centre hospitalier régional (CHR) se trouve à Ouahigouya.
Nimpouya poosède une école primaire publique.